# Альгинат калия
Альгина́т ка́лия (калий альгиновокислый) — калиевая соль альгиновой кислоты. Легко растворяется в воде и при этом получается высоковязкий раствор. Химическая формула — (C6H7O6K)n.

## Применение
Альгиновая кислота и альгинаты применяются в пищевой промышленности и медицине.
В медицине альгинат калия находит применение в качестве антацида.
Альгинат калия имеет уникальный номер E402 и входит в список пищевых добавок, допустимых к применению в пищевой промышленности Российской Федерации в качестве вспомогательного средства для производства пищевой продукции. Применяется как загуститель и стабилизатор при производстве мороженого и молочных продуктов, желе, в косметике, в фармации и др.